# Psychotria subremota
Psychotria subremota är en måreväxtart som beskrevs av Johannes Müller Argoviensis. Psychotria subremota ingår i släktet Psychotria och familjen måreväxter. Inga underarter finns listade i Catalogue of Life.